# NGC 7338
NGC 7338 – prawdopodobnie gwiazda podwójna znajdująca się w gwiazdozbiorze Pegaza. Jej składniki mają jasność obserwowaną 14,6 i 16,4m. Zaobserwował ją Wilhelm Tempel w 1882 roku i skatalogował jako obiekt typu „mgławicowego”.